# 워 드라이빙
워 드라이빙(war driving)은 무선 네트워크를 이용한 해킹 수법이다. 워 드라이빙은 건물 주변이나 외부 공원등을 자동차로 배회하면서 무선 네트워크 트래픽을 가로채는 것을 말한다. '드라이빙'이란 표현이 붙은 배경은 공격자가 들키지 않도록 목표 근처까지 몰고간 차량 안에서 해킹을 시도하기 때문이다.

## 같이 보기
- 허니팟